# Paraimene ibarzabalae
Paraimene ibarzabalae is een pissebed uit de familie Sphaeromatidae. De wetenschappelijke naam van de soort is voor het eerst geldig gepubliceerd in 1997 door Kensley, Ortiz & Schotte.